# Gil Gelders
Gil Gelders (født 16. december 2002 i Asse) er en cykelrytter fra Belgien, der er på kontrakt hos Soudal Quick-Step.
I 2023 vandt han U23-udgaven af Gent-Wevelgem.